# Mályvarózsa
A Kerti mályvarózsa (Alcea rosea) a mályvavirágúak (Malvales) rendjébe, ezen belül a mályvafélék (Malvaceae) családjába tartozó növényfaj. A növény Kínából került Európába a 16. században.

## Elterjedés, élőhely
Termesztett, évelő növény. Többféle színváltozata ismert, gyakran ültetik dísznövényként kertekbe, parkokba is. Virágja májusban – júniusban nyílik.

## Megjelenés, jellemzők
Szára vastag, üreges, magassága elérheti a 2 métert is. Levelei kerek formájúak, hosszú nyelűek, a 15-30 centiméter átmérőt is elérhetik, emellett ráncosak, csipkés szélűek, szőrösek. Virágai a szár felső részén találhatóak néha csak egy, de akár három is lehet egymás mellett, 5-7 centiméter átmérőjűek, öt fekete-bíborszínű sziromlevéllel rendelkeznek, de más színű változata is ismert.

## Hatóanyagok
Drogja a virág (Malvae arboreae flos), antocián festőanyagot, nyálkát, keményítőt, cseranyagot tartalmaz.

## Gyógyhatás
Forrázatát köhögés, rekedtség, illetve a bélcsatorna és a húgyutak hurutos megbetegedése ellen, külsőleg pedig kelések, gyulladások borogatására használják.

## Egyéb felhasználás
Gyógyszerek, szörpök, likőrök festőszereként alkalmazzák.

## Termesztés
Nem túl kötött, tápdús, meleg fekvésű talajon termeszthető. Magját júliusban hideg ágyba vetik, később október vége felé a már kifejlett palántákat a végleges helyre ültetik 60×60 centiméteres távolságokban.

## Galéria

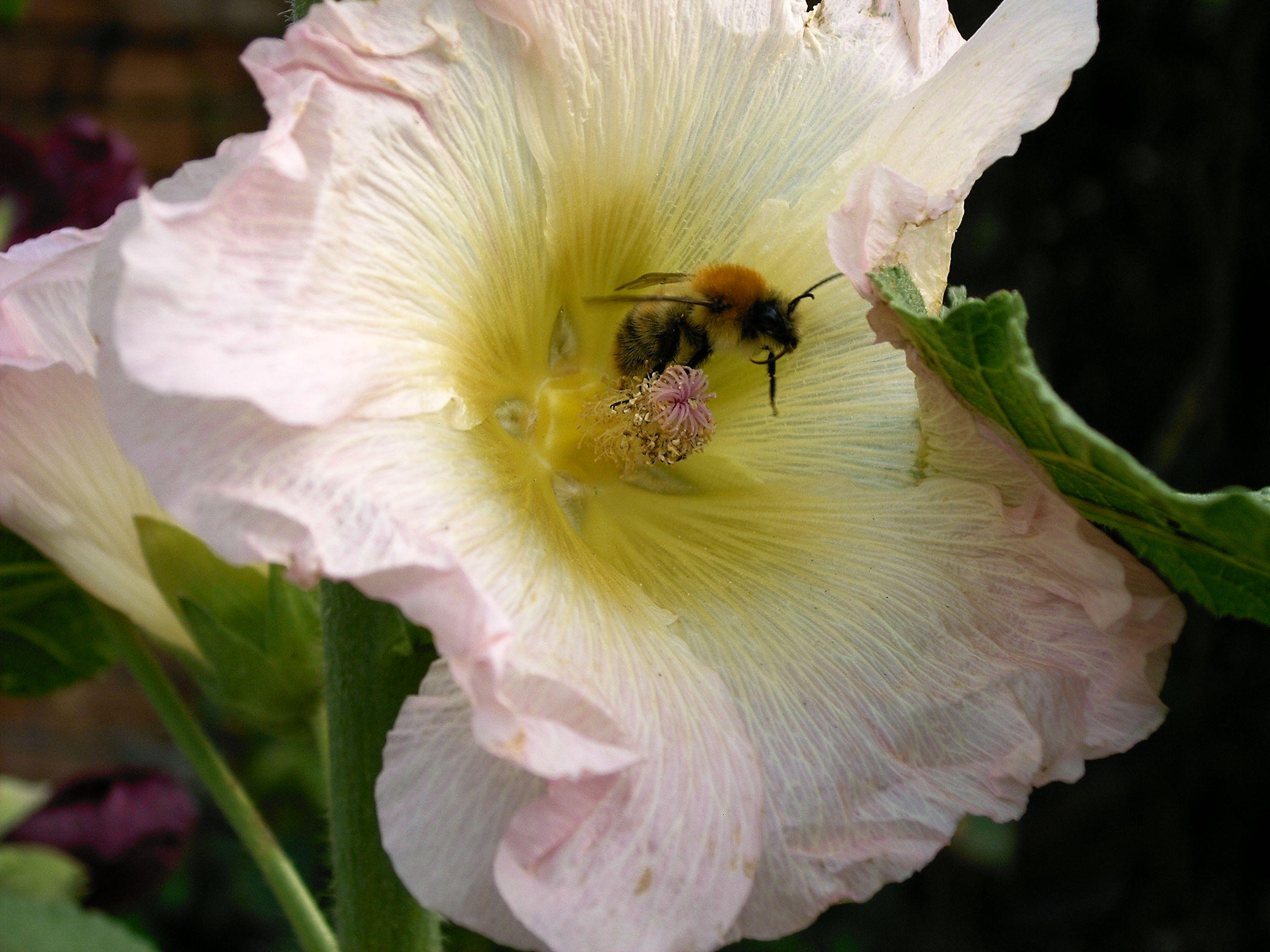
.
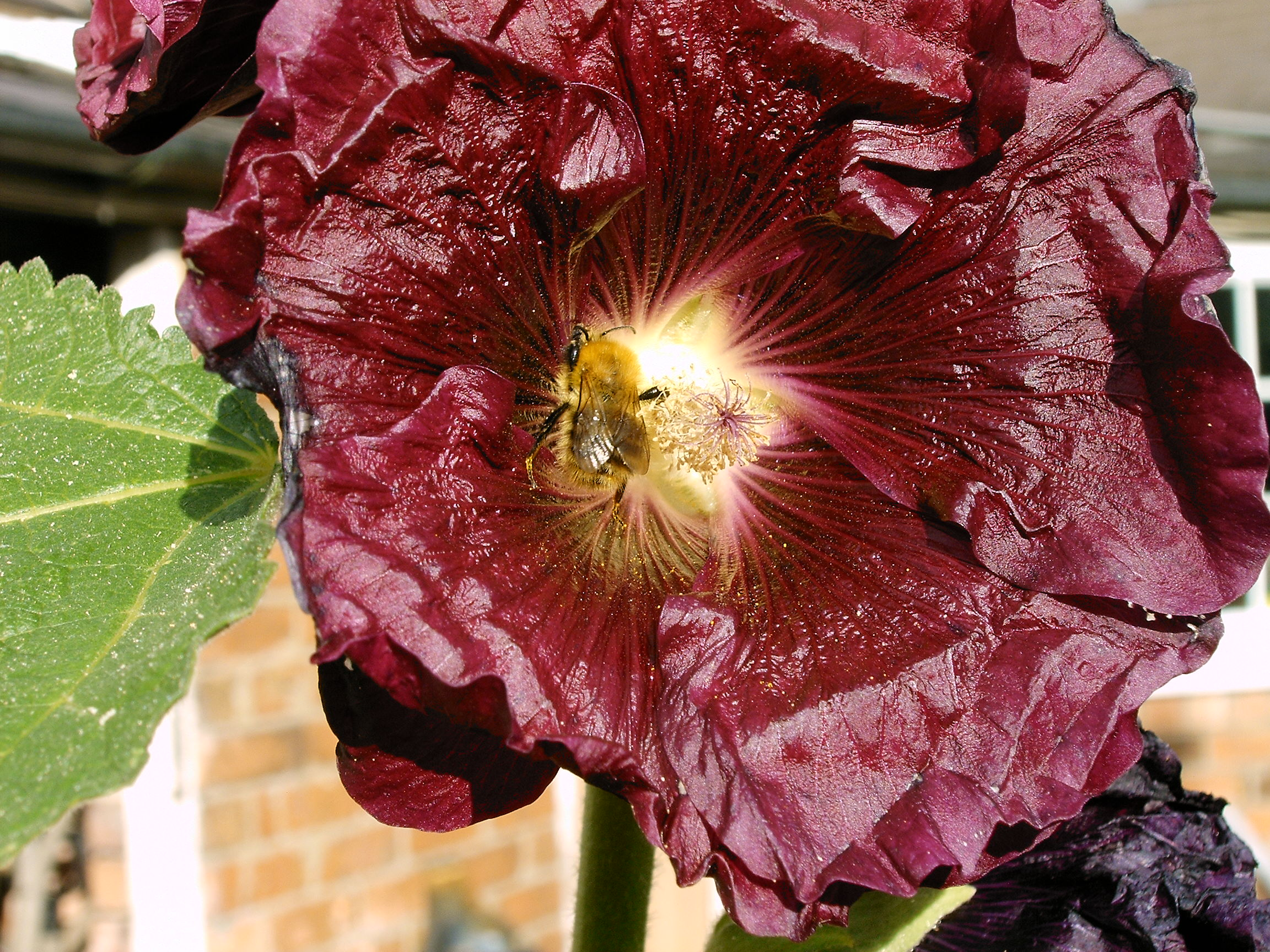
.
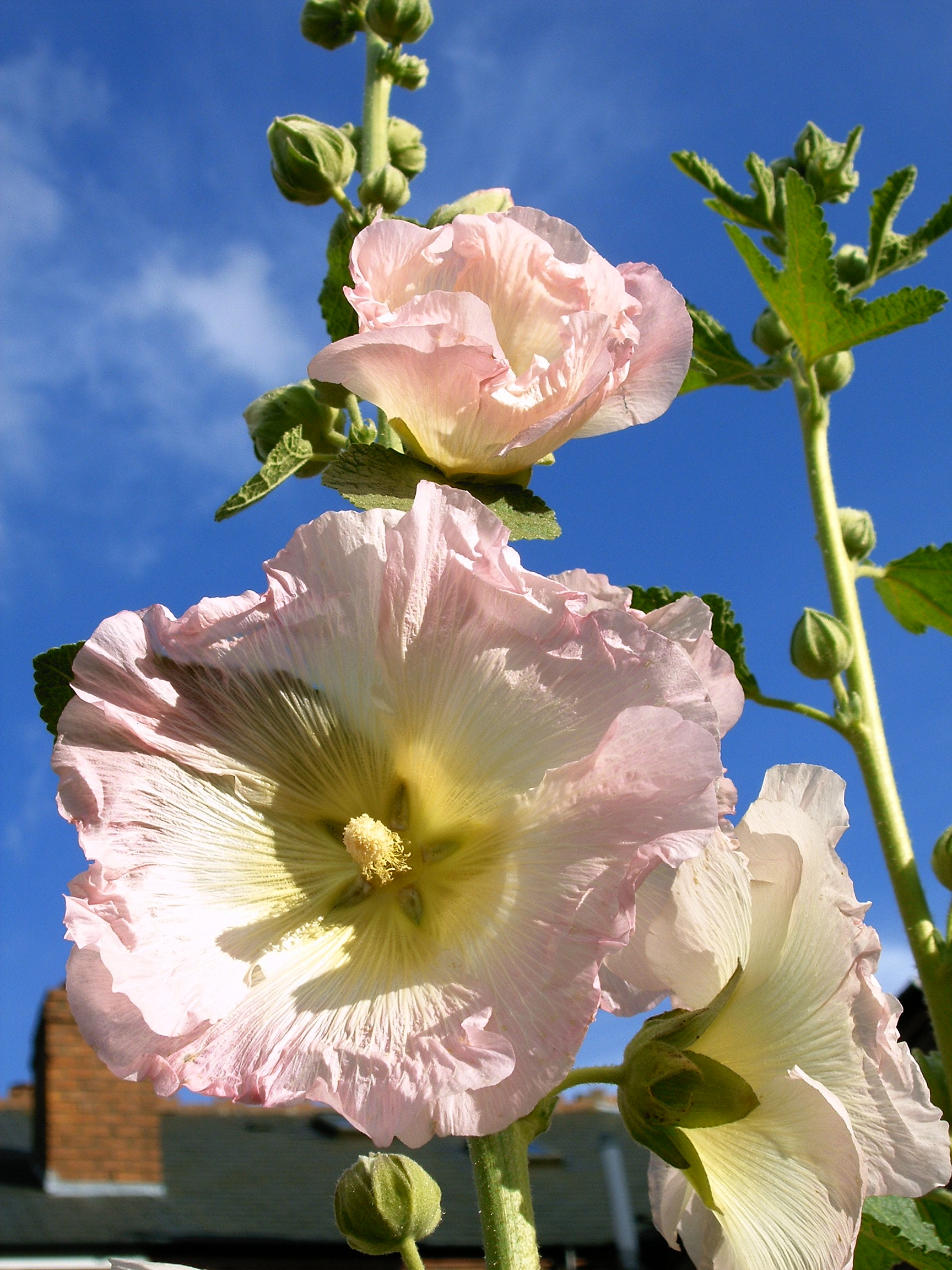
.
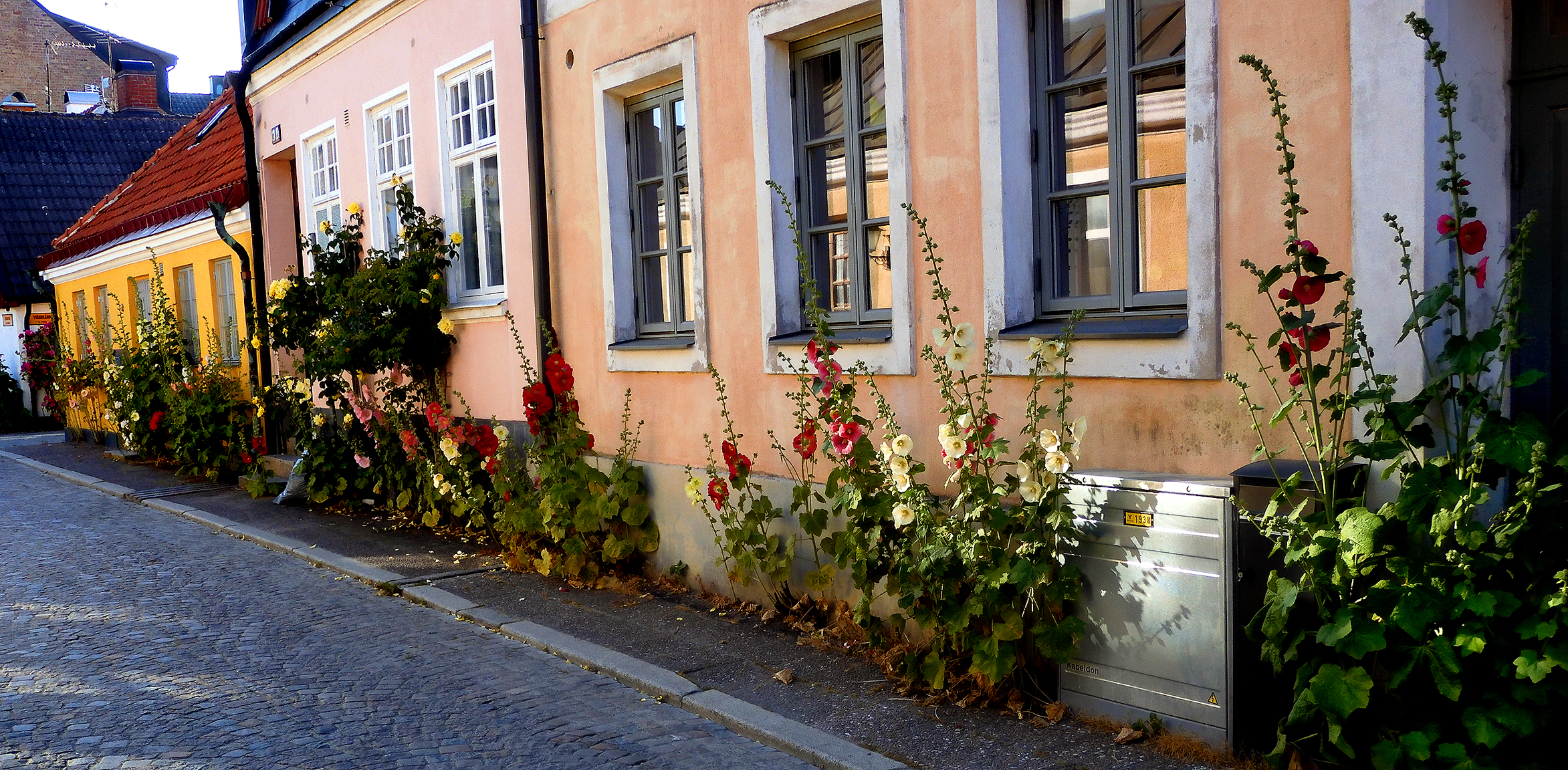